# ひとひらの自由
『ひとひらの自由』（ひとひらのじゆう）は、GLAYが2001年9月19日にリリースした通算24作目のシングル。

## 概要
- 本シングルは、初回完全限定生産となっている。
- PV衣装は、自前である。
- 2ヵ月後に発売のメジャー6作目のアルバム『ONE LOVE』には、別アレンジバージョンが収録されている。
- 初回プレスのブックレットは、TAKUROが書いた文章が載せられている。

## 収録曲
全作詞・作曲：TAKURO　編曲：GLAY、佐久間正英
1. ひとひらの自由
2. ひとひらの自由 -GLAY EXPO 2001 “GLOBAL COMMUNICATION” IN KYUSHU LIVE VERSION-

## 収録アルバム
ひとひらの自由
- ONE LOVE
- THE GREAT VACATION VOL.1 〜SUPER BEST OF GLAY〜
- ONE LOVE Anthology (リミックスバージョン)

ひとひらの自由 -GLAY EXPO 2001 “GLOBAL COMMUNICATION” IN KYUSHU LIVE VERSION-
- rare collectives vol.1